# Метастабилно стање
Метастабилност или метастабилно стање је форма стабилности. Када је једно стање стабилно у односу на релативно мале промене варијабли које га дефинишу, док је нестабилно у односу на било коју њихову већу промену. „Најслабија“ форма метастабилности је лабилност. Стање код кога систем губи стабилност већ при инфинитезималној (најмањој могућој вредности) промени функција стања (варијабли које дефинишу стање система).
Занимљиво је нагласити да су многи корисни матријали, које екстензивно користимо, заправо се налазе у метастбилном стању. Дијамант је на пример метастабилна модификација угљеника док је термодинамички стабина модификација графит. Челик је на пример метастабилна легура железа (Fe) и цементита - карбида железа (Fe3C). Фазни дијаграм који се користи као полазна основа при производњи и преради челика, није равнотежни фазни дијаграм Fe-C, већ његова метастабилна верзија Fe-Fe3C. 